# 愛的萬物論 (台灣節目)
《愛的萬物論》（英語：THE THEORY OF LOVE）是友松傳播製作、公共電視文化事業基金會監製及首播的台灣談話性節目。2015年8月31日開播，2016年3月16日播出最後一集。製作人薛聖棻、柯苑鳳，主持人李四端，導播白汝珊。

## 節目內容
《愛的萬物論》是與名人夫妻對坐長談，分享伴侶間的喜、怒、哀、樂的一個談話性節目。
場景設計突破過往談話節目的鏡面，以紅與黑的色調，表現人生猶如一場熱情與冷靜之間的圓舞曲，成功的背後必定有著不斷地失敗與嘗試的過程，掌聲響起的榮耀又得付出多少汗水與犧牲呢？伴侶間的信任、包容、體諒、愛，都是一連串化學變化的過程，每對名人伴侶有著各自不同的精彩，曲折與過程，在主持人李四端180秒的交叉詢問下點出玩味的兩人關係，接下來的三人對談裡又該如何化解紛歧或者有待未來以時間換取共識…
節目中特別創新設計「凝望三分鐘」的單元，夫妻二人分坐長桌二端，彼此相互對望凝視，在他們眼中看到的彼此會是什麼？而在凝望的過程中，腦海裡如走馬燈行走的畫面和回憶又是什麼呢？無聲勝有聲，完全不對話的三分鐘，夫妻間最真誠的反應和最真摯情誼，將完全展露在觀眾面前。
名人生活其實也與你我有著相同的悲喜交集，在《愛的萬物論》裡看盡各界名人的生活歷練與故事，期待電視機前的觀眾，藉由節目得到體認生活裡的甘苦與共鳴。

## 主持人
- 李四端，身為新聞主播的李四端，深入對談夫妻之間人生大小事。

## 播出時間

### 首播
| 頻道 | 所在地 | 播映日期      | 播出時間          |
| ---- | ------ | ------------- | ----------------- |
| 公視 | 臺灣   | 2015年8月31日 | 每週一至週三23:00 |

## 製作團隊
- 監製：丁曉菁
- 督導：於蓓華
- 製作協調：楊元麟
- 製作人：薛聖棻、柯苑鳳
- 策劃：瞿鴻揚、陳佳鈺
- 執行企劃：紀佩函、陳美妃、顏暐禎、魏珮如
- 攝影：何崑地、杜立仁、宮北鑫、李嵩鍵
- 攝影助理：林琨峰、莊家豪
- 燈光：劉嘉欣、梁駿宏
- 燈光助理：陳慧文
- 成音：李長煌、黃僑強
- 成音助理：楊家銘、陳嘉宏
- 音效：關文如
- 動畫：劉怡君、陳佳梅
- 聽打：婁振惠
- 服裝：嬿純
- 梳化：佩君
- 視訊：汪大成、趙錫功
- 剪輯：朱育貞
- 後製：黃偉嘉
- 技術指導：周順人、張孫正
- 視訊：林宏銘、陳子傑
- 現場指導：陳國忠、古佳修
- 助理導播：林雅萍
- 導播：白汝珊

## 外部連結
- 愛的萬物論官方網站
- YouTube上的愛的萬物論凝望3分鐘播放列表－公視戲劇 PTS Drama

## 作品的變遷
| 臺灣 公視 每週一至週三 23:00 - 24:00 | 臺灣 公視 每週一至週三 23:00 - 24:00        | 臺灣 公視 每週一至週三 23:00 - 24:00 |
| ------------------------------------ | ------------------------------------------- | ------------------------------------ |
|                                      | 愛的萬物論 （2015年8月31日－2016年3月16日） |                                      |
| 紙牌屋                               | 變遷中的世界                                |                                      |